# Panhard & Levassor Type U7
Der Panhard & Levassor Type U7 ist ein frühes Pkw-Modell. Hersteller war Panhard & Levassor in Frankreich.

## Beschreibung
Die Fahrzeuge haben einen von Arthur Constantin Krebs entwickelten Ottomotor. Im Motorcode „T4R“ steht das „T“ für diesen „Centaure allégé“ genannten Motor und die „4“ für die Anzahl der Zylinder.
Der Vierzylinder-Reihenmotor hat 90 mm Bohrung, 130 mm Hub und 3308 cm³ Hubraum. Er wurde auch 15 CV genannt. Die Leistung des Frontmotors wird über ein Vierganggetriebe und Ketten an die Hinterachse übertragen.
Der Radstand beträgt zwischen 277 cm und 313 cm.
Die Produktion lief von Februar 1910 bis November 1912. In den einzelnen Kalenderjahren wurden 29, 31 und 7 Fahrzeuge hergestellt. In Summe sind das 67 Fahrzeuge, von denen 33 exportiert wurden.